# 斎藤夜居
斎藤 夜居（さいとう よずえ、1924年 - 1988年3月14日）は、日本の古書蒐集家、古書店経営者。本名は斎藤正一。
東京生まれ。早稲田工手学校（早稲田大学芸術学校の前身）土木科卒業。書物趣味の会「愛書家クラブ」を主宰し、著作を著した。

## 著書
- 『カストリ考』此見亭書屋 1964
- 『本の虫のいろいろ』此見亭書屋 1964
- 『続・カストリ雑誌考』此見亭書屋 1965
- 『書物探訪』此見亭書屋 1965
- 『伝奇伊藤晴雨』豊島書房 1966 のち青弓社
- 『大正昭和艶本資料の探究』芳賀書店 1969
- 『絵本古本屋ぐらし』街書房 1977
- 『粋珍本解題選　第一輯』街書房 1979
- 『悩まざりし人ありや 評伝高橋鉄』太平書屋 1980
  - 『セクソロジスト高橋鉄』青弓社 1996
- 『愛書家の散歩 本読みのこころ』出版ニュース社 1982
- 『粋珍本解題選　第二輯』街書房 1982
- 『続・愛書家の散歩』出版ニュース社 1984

## 追悼文集
- 『斎藤夜居さん忍ぶ草』太平書屋 1989

## 参考
- 『セクソロジスト高橋鉄』著者紹介